# Grabilica
Grabilica (Kontaktni sinonimi: zaimača, kutlača, šeflja, kacijola, kačica, paljak, paj) je pribor za jelo. Služi za napuniti tekuće i polutekuće hrane tople i hladne.
Grabilica se izrađuju od metala, drva i plastike.

## Vanjske poveznice
- Karta hrvatskih naziva za šeflju, paljak, kaciol, grabljaču, kutlaču, odnosno zaimaču.  Arhivirana inačica izvorne stranice od 4. lipnja 2013. (Wayback Machine)